# موئيز كوهين
موئيز كوهين كاتبًا وفيلسوفًا وصحفيًا تركيًا. ولد لعائلة يهودية، غير اسمه لاحقًا إلى مونيس تكينالب (Munis Tekinalp). على الرغم من أنه لم يكن تركيًا، فقد اعتنق بحماس الوطنية التركية ودافع عن تتريك غير الأتراك.

## الحركة العثمانية والحركة الطورانية والحركة القومية
اعتنق تكينالب خلال حياته العديد من الأيديولوجيات. في البداية، مثل فكرة العثمانية، فكرة الهوية المشتركة والشاملة لجميع المواطنين العثمانيين بغض النظر عن أصلهم. في الفترة التي سبقت وأثناء الحرب العالمية الأولى على وجه الخصوص، مثلت تكينالب أفكار القومية التركية. كان يؤمن بالأصل المشترك لجميع الأتراك. في رأيه، كان لدى الأتراك أيضًا قواسم مشتركة بين اللغة والعادات والتاريخ وطريقة التفكير والأدب. عندما دخلت الإمبراطورية العثمانية الحرب، صاغ أهدافًا لحرب عموم تركيا في كتيبه Türkler Bu Muharebede Ne Kazanabilirler? («ما الذي يمكن أن يربحه الأتراك في هذه الحرب؟»). نُشر هذا الكتاب بعد عام باللغة الألمانية بعنوان Türkismus und Pantürkismus. تجادل تكينالب بشكل خاص ضد روسيا والصين ونشر «الوطن الذهبي» مع إسطنبول كعاصمة.
بعد تأسيس جمهورية تركيا، أصبح تيكنالب مدافعًا عن القومية الكمالية، التي تقتصر على تركيا بشكل صارم. في كراسه Türkleştirme (التتريك)، حث اليهود في تركيا على أن يصبحوا أتراكًا. قدم 10 مطالب وأطلق عليها استفزازًا «الوصايا العشر» (Evamir-i Aşere). يقرؤون:
1. تترك الأسماء!
2. تحدث بالتركية!
3. احفظ الصلوات في المجامع جزئياً باللغة التركية على الأقل!
4. تترك المدارس!
5. أرسل أطفالك إلى مدارس الدولة!
6. تدخلوا في شؤون الوطن!
7. اهتم بالتعامل مع الأتراك!
8. أزل روح الكنيسة من كيانك!
9. قم بواجبك تجاه الاقتصاد الوطني!
10. اعرف حقوقك!

## وفاته
مات كوهين في سنة 1962م وأقامت جمعية التراث التركي اجتماعاً لتأبينه حضرها ابنه إسحاق كوهين.

## مؤلفاته
كتب موئير ثلاثة كتب «سياسة التتريك» سنة 1928م، وكتاب «الكمالية» سنة 1936م، وكتاب «الروح التركية».